# Les Amours écologiques du Bolot occidental
Les Amours écologiques du Bolot occidental est une série de bande dessinée de Claire Bretécher publiée à partir de mai 1973 dans le mensuel écologiste Le Sauvage.
Elle met en scène le Bolot occidental, sorte de chien obsédé par le sexe qui vit à côté d'une réserve d'animaux en voie d'extinction et cherche désespérément à s'y faire admettre.

## Personnages principaux
- Georges : le bolot occidental, à la libido débridée.
- Guiguitte : sa femelle, qui a été au moins 238 fois mère.
- Leur descendance : toujours en grandes portées (une fois 88, une autre même 152 par immaculée conception), prend rapidement son indépendance.
- Joë et Ernest : les deux gardiens de la réserve.
- Roger : un pélican rose de la réserve, lèche-bottes auprès des gardiens.
- La badigoince de Zélande, sorte d'échidné femelle de la réserve, est mise enceinte par Georges puis par Roger ; dans ce second cas, Guiguitte l'avorte et castre Roger.
- Poupette à poil ras des Pyrénées, sorte d'antilope femelle de la réserve, est mise enceinte par Georges.
- Hedwige, sorte d'autruche femelle de la réserve, est mise enceinte par Georges.
- Poupette du Pérou à crête mordorée, pensionnaire de la réserve que l'on ne voit pas, a volé du dentifrice dans la maison des gardiens et est dénoncée par Roger.

## Publication
Les histoires du Bolot occidental paraissent à partir de mai 1973 dans le nouveau magazine écologiste Le Sauvage.
L'album paraît chez l'auteur en 1977. Le Bolot occidental réapparaît dans l'album Les Frustrés et le Bolot occidental publié par France Loisirs en 1978. Il est réédité en 1990. Il est repris par les éditions Dargaud en 2007.
Le personnage réapparaît sous forme virtuelle dans Agrippine et l'ancêtre.

### Traductions
- (it) Linus no 103 à 114 (octobre 1973-septembre 1974)[6].
- (it) Gli amori ecologici del Bolotto occidentale (trad. Nicoletta Pardi), Bompiani, 1980. (OCLC 797637147)
- (nl) Het liefdesleven van de Vubara (trad. Monique Raebel), Espeen et Het Spectrum, 1981.  (ISBN 9064770263)

## Documentation
- Louis Cance, Louis Teller et Numa Sadoul, « Bibliographie de Claire Bretécher », Les Cahiers de la bande dessinée, no 24,‎ 1974, p. 41-43.